# 1722 Goffin
1722 Goffin è un asteroide della fascia principale. Scoperto nel 1938, presenta un'orbita caratterizzata da un semiasse maggiore pari a 2,5146920 UA e da un'eccentricità di 0,0487635, inclinata di 5,46501° rispetto all'eclittica.
L'asteroide è dedicato all'astronomo dilettante belga Edwin Goffin, le cui iniziali erano presenti anche nella sua denominazione provvisoria (1938 EG).